# Piscine de la Broucheterre
Vous lisez un « bon article » labellisé en 2023.
La piscine de la Broucheterre est un immeuble de logements sociaux situés dans la ville de Charleroi (Belgique).
Ce bâtiment de style Art déco, imaginé par l'architecte Oscar Quinaut, est construit en 1932 à l'extrémité du site anciennement occupé par l'exposition de Charleroi de 1911. Il abrite une piscine publique qui vient remplacer un bassin de natation plus ancien situé en bord de Sambre.
La piscine est désaffectée en 1984 car elle ne répond plus aux exigences de sécurité et d'hygiène alors en vigueur. Elle est remplacée par la piscine Hélios à la Ville Basse. Le bâtiment est alors laissé à l'abandon. Il est tout de même parfois loué à Charleroi/Danses pour quelques spectacles ou pour des baptêmes d'étudiants.
Si l'idée de le transformer en logements sociaux date de la fin des années 1990, ce n'est qu'en 2002 que le projet aboutit, avec la création de 33 appartements. Les architectes, Pierre Blondel et Thomas Vandenberghe, agencent les logements dans les parties latérales, l'espace central étant maintenu pour permettre la circulation périphérique et la lumière naturelle du soleil. Le bassin est aménagé en jardin pour bénéficier de la verrière qui couvre le patio.

## Histoire

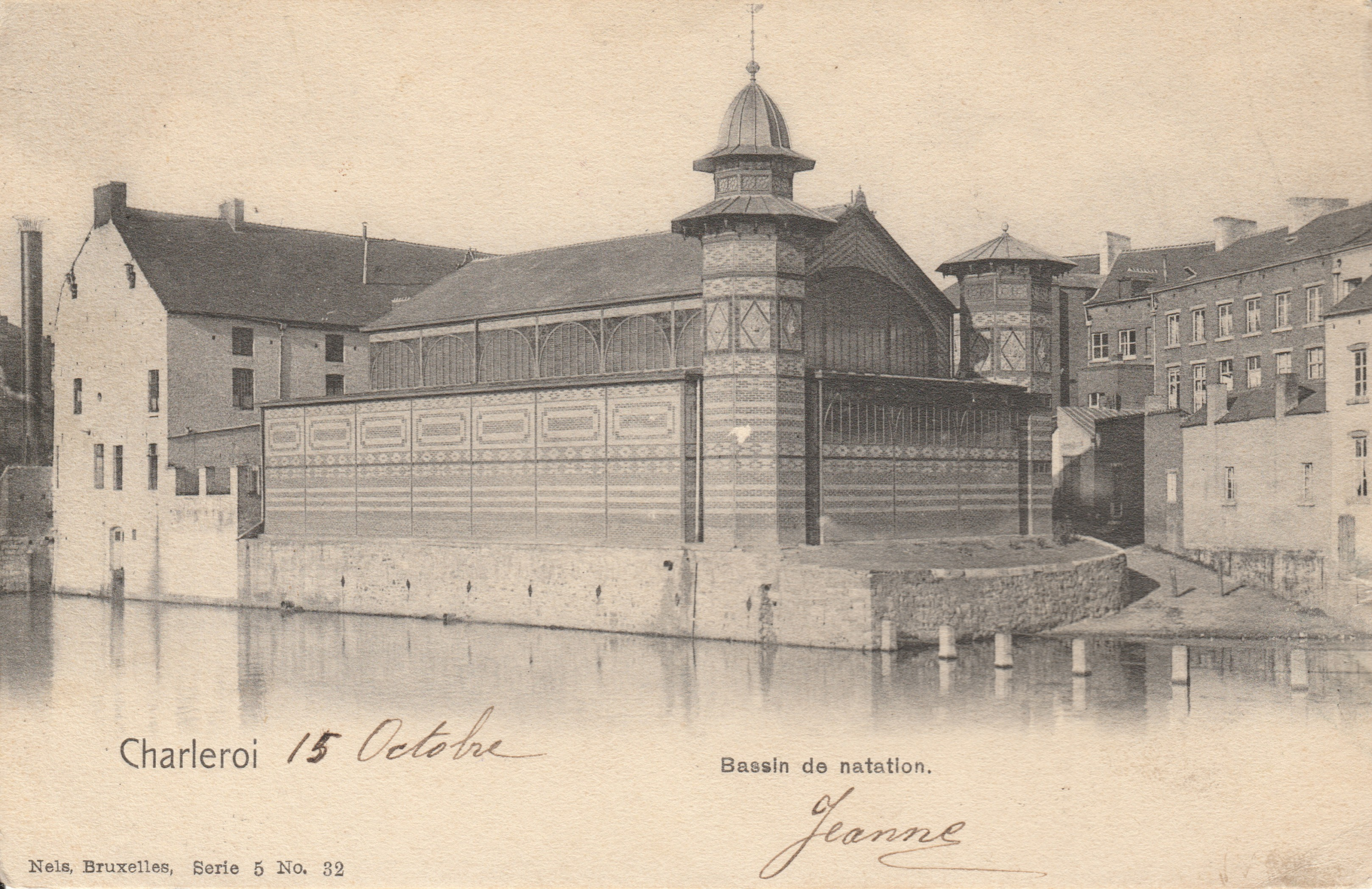
L'ancien bassin de natation situé en bordure de Sambre. Carte postale oblitérée en 1909.

Le 17 décembre 1928, le Collège présente aux élus du Conseil communal de Charleroi un vaste programme de travaux. Dans le domaine des bâtiments publics, il y a, entre autres, la construction d'un nouveau bassin de natation. Celui-ci doit remplacer une ancienne installation vouée à disparaître dans le cadre du comblement du bras de la Sambre et la création d'un nouveau boulevard à cet endroit. Les aménagements de cet ancien petit bassin, construit en 1900, n'étaient plus en rapport avec les besoins des années 1930. La natation est un sport qui, à l'époque, est de plus en plus pratiqué et dans la région le nombre d'adeptes va croissant. Il était donc important de construire un bassin doté de tout le confort moderne et suffisamment vaste.
La nouvelle piscine est construite à l'angle de la rue Averroès et de la rue du Mambourg, près de l'université du Travail. Le terrain est situé à l'extrémité du site anciennement occupé par l'exposition de Charleroi de 1911, à un endroit où la différence de niveau entre le plateau supérieur et la place de la Broucheterre en contrebas est importante. Le site est acquis en 1910 par la province de Hainaut et cédé à la Ville de Charleroi en 1930, année où débute le chantier de construction. La province intervient dans l'investissement à hauteur de 50 %. Le bassin de natation est inauguré le 30 avril 1932,. Cette inauguration donne lieu à des festivités dont un bal animé par l'orchestre de François Lahoussée,.

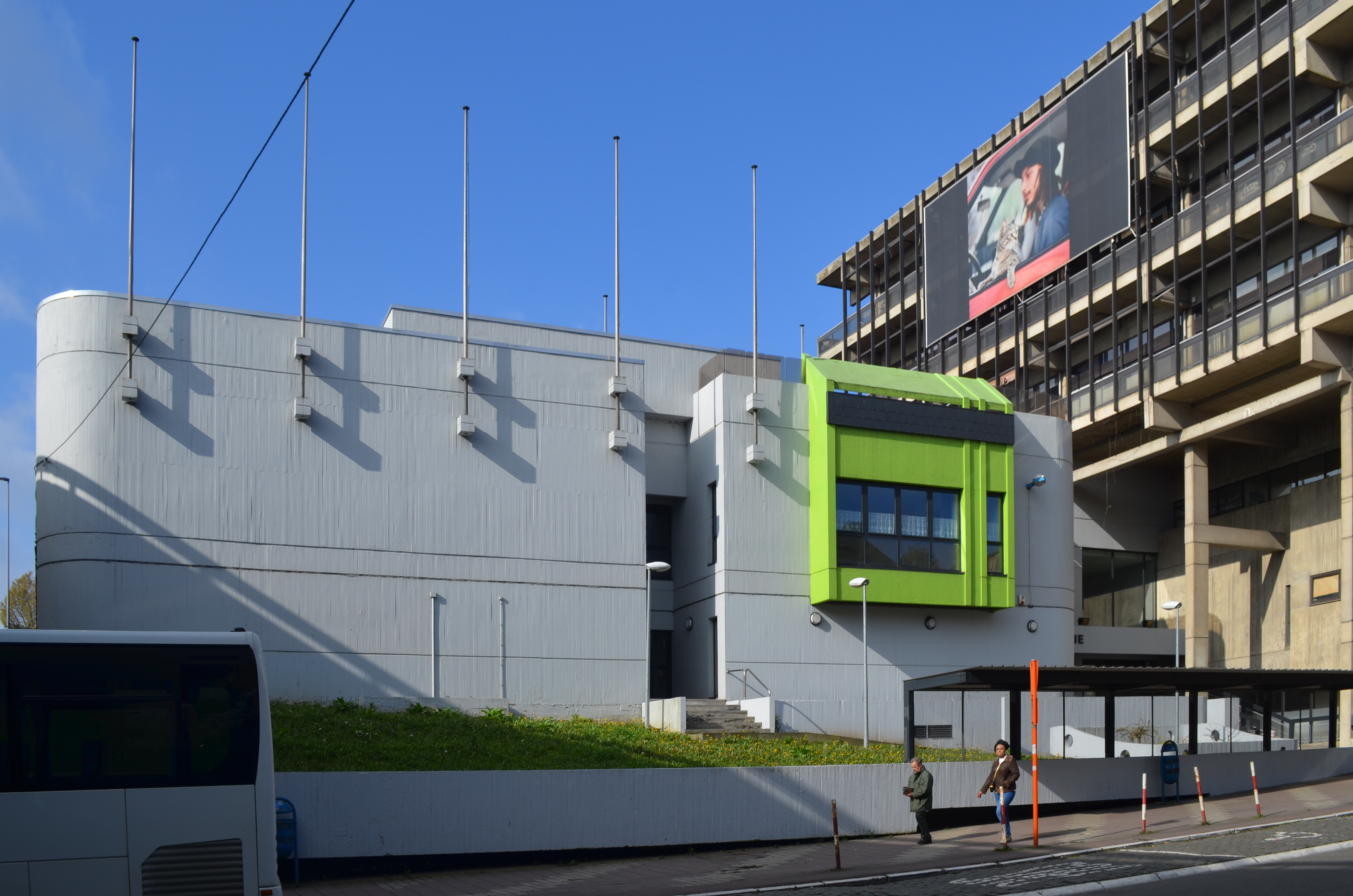
Façade principale de la piscine Hélios.

Après la construction en 1976 d'une nouvelle piscine, l'Hélios, celle de la Broucheterre, qui ne répondait plus aux exigences de sécurité et d'hygiène, est désaffectée. En 1984, après 50 ans de service, elle accueille les derniers nageurs.
Le bâtiment est laissé à l'abandon et se délabre de plus en plus. Pendant cette période, le site est parfois loué à Charleroi/Danses pour quelques spectacles ou pour des baptêmes d'étudiants. Comme solution de programme urbain, il est proposé une discothèque, mais qui serait trop bruyante, et l'installation de Charleroi/Danses, qui serait trop coûteuse. L'usage qu'en fait Frédéric Flamand en 1994 pour le spectacle Ex Machina par Charleroi/Danses marque cependant les esprits, et personne n'imagine une reconversion autre que culturelle ou sociale des lieux.
C'est à la suite d'une rencontre avec Claude Despiegeleer, alors président de la société de logement social la Carolorégienne, que l'architecte Pierre Blondel dessine un projet qui transforme l'ex-piscine en logements. Toutefois, le projet reste sans suite jusqu'au jour où, en 1997, la Région wallonne le relance auprès de la société de logement social.
L'étude préliminaire prévoit la construction de 32 à 40 studios et appartements.
En 2001 et 2002, la piscine est reconvertie en 33 logements sociaux par les architectes Pierre Blondel et Thomas Vandenberghe,.

## Architecture

### Piscine

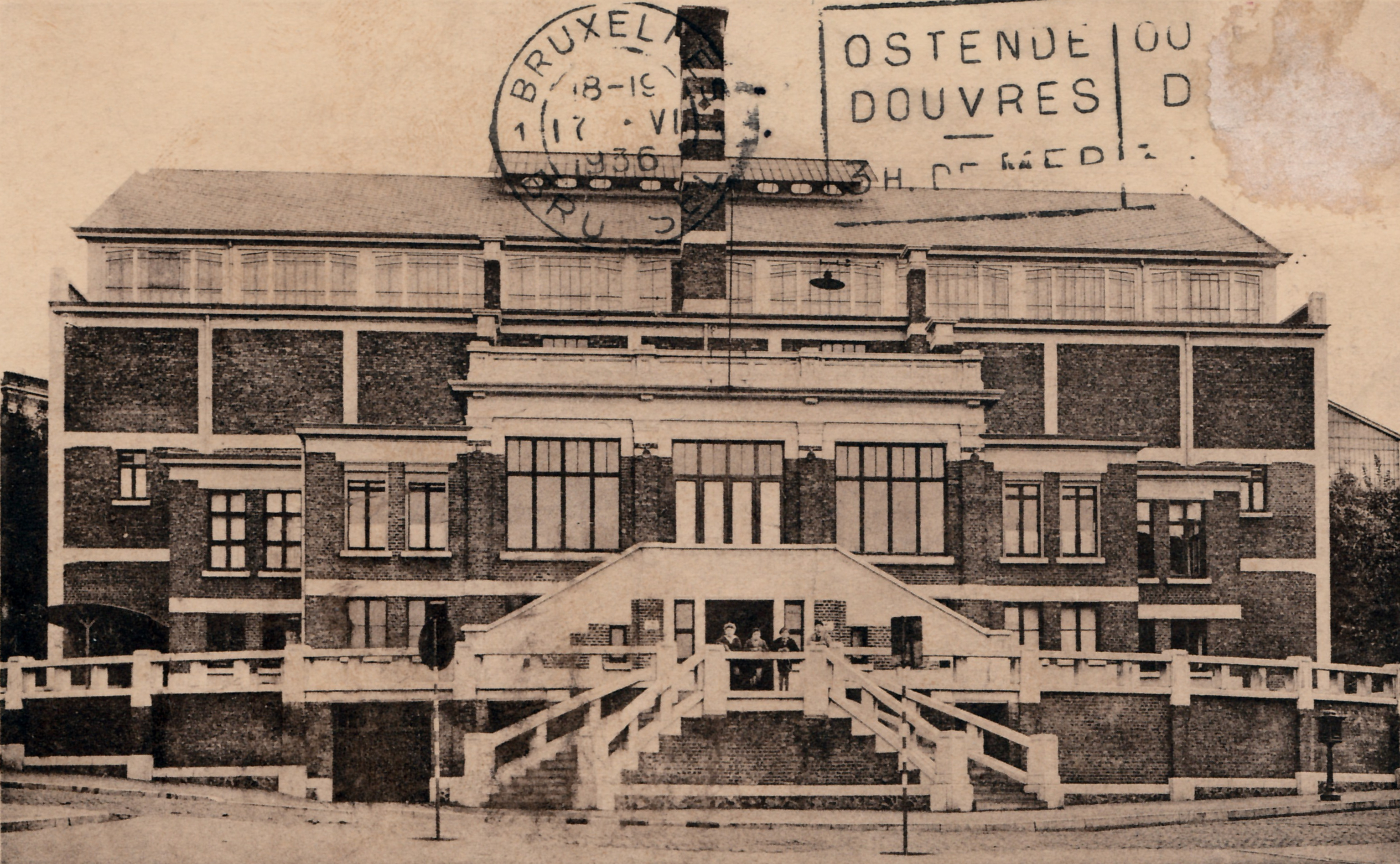
Bassin de natation. Carte postale oblitérée en 1936.

La piscine, construction d'allure sobre et fonctionnelle de style Art déco, est l'œuvre de l'architecte communal Oscar Quinaut,.
Le bâtiment comporte un hall de 36 m sur 24 m, avec une galerie de 4 m de largeur au pourtour des murs, et un plafond cintré sous toiture. Le hall est éclairé par une ceinture de fenêtres établies au-dessus des cabines de la galerie.

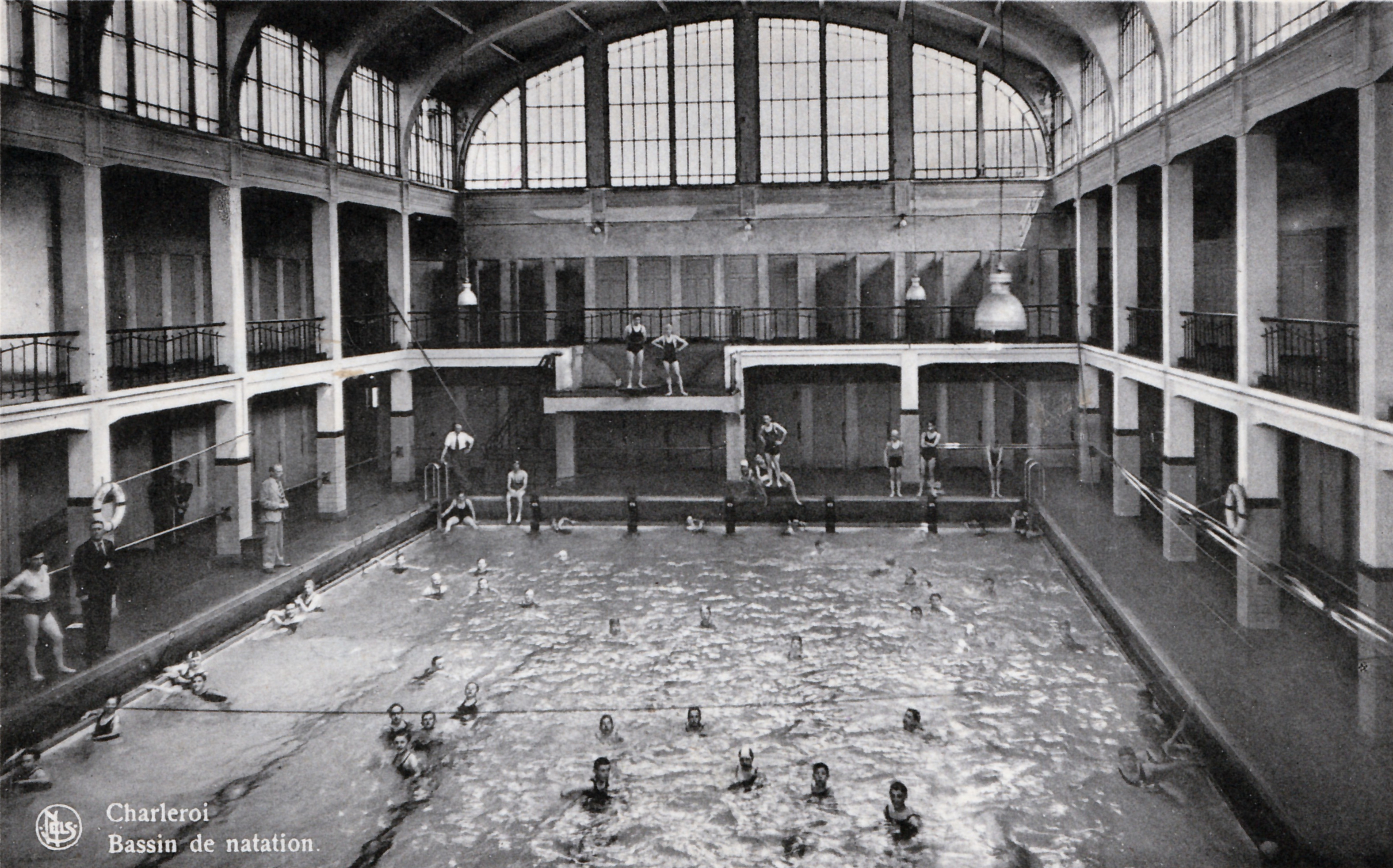
Vue intérieure du bassin de natation vers 1935.

La piscine, d'une contenance de 581,50 m3, a une longueur de 25 m sur 13 m de largeur. De 0,7 m de niveau d'eau au départ, la profondeur atteint 2 m à 18 m puis est rapidement amenée à 3 m sur les 7 m restants. Le niveau de la surface de l'eau se situe à 60 centimètres sous le quai. Deux escaliers d'accès sont établis à la petite profondeur. Deux tremplins sont installés à la grande profondeur. L'un à 1 mètre de hauteur, le second à 3 mètres. Le chauffage est prévu pour maintenir la température de l'eau à 24 °C. Le bassin est alimenté par la distribution d'eau de Jumet, et des appareils spécifiques permettent de décalcariser l'eau, tandis qu'une salle de filtrage assure la désodorisation et le filtrage des cheveux.
Douches, bains de pieds, WC et lavabos complètent l'équipement de la piscine. Au niveau du bassin sont établies 62 cabines d'habillage, et 84 au niveau de la galerie.
Sous le niveau du hall se trouvent 16 cabines de bain-douches et 17 baignoires, dans un local de 36 m sur 5 m.
Les bâtiments annexes comportent, au niveau de la cour, une chaufferie, une buanderie avec citerne d'eau pluviale et un logement pour un concierge en sous-sol. Au dessus de ces locaux se trouvent le hall d'entrée, une salle d'attente et des locaux de distribution et de rentrée du linge. Les clubs de natation bénéficient d'une salle spécifique.

### Logements
Le projet de transformation réalisé par Pierre Blondel en 2002 prévoit dans les parties latérales l'aménagement des 33 logements en utilisant la structure existante, obtenant ainsi une trame de 4 m de large et 12 m de profondeur. Dans le patio central de l'ancien bassin, l'espace central est maintenu pour permettre la circulation périphérique et la lumière naturelle du soleil. Le bassin est aménagé en jardin pour bénéficier de la verrière qui couvre le patio.
Cette opération architecturale permet de moduler différentes combinaisons d'appartements offrant des qualités variables. Une terrasse ou un balcon orienté vers l'extérieur est prévu pour chaque appartement. Les appartements orientés au sud sont de double hauteur, introduisant le type duplex.
Les 33 appartements sont répartis en 15 unités d'une chambre, 6 unités de deux chambres et 12 duplex de deux chambres.

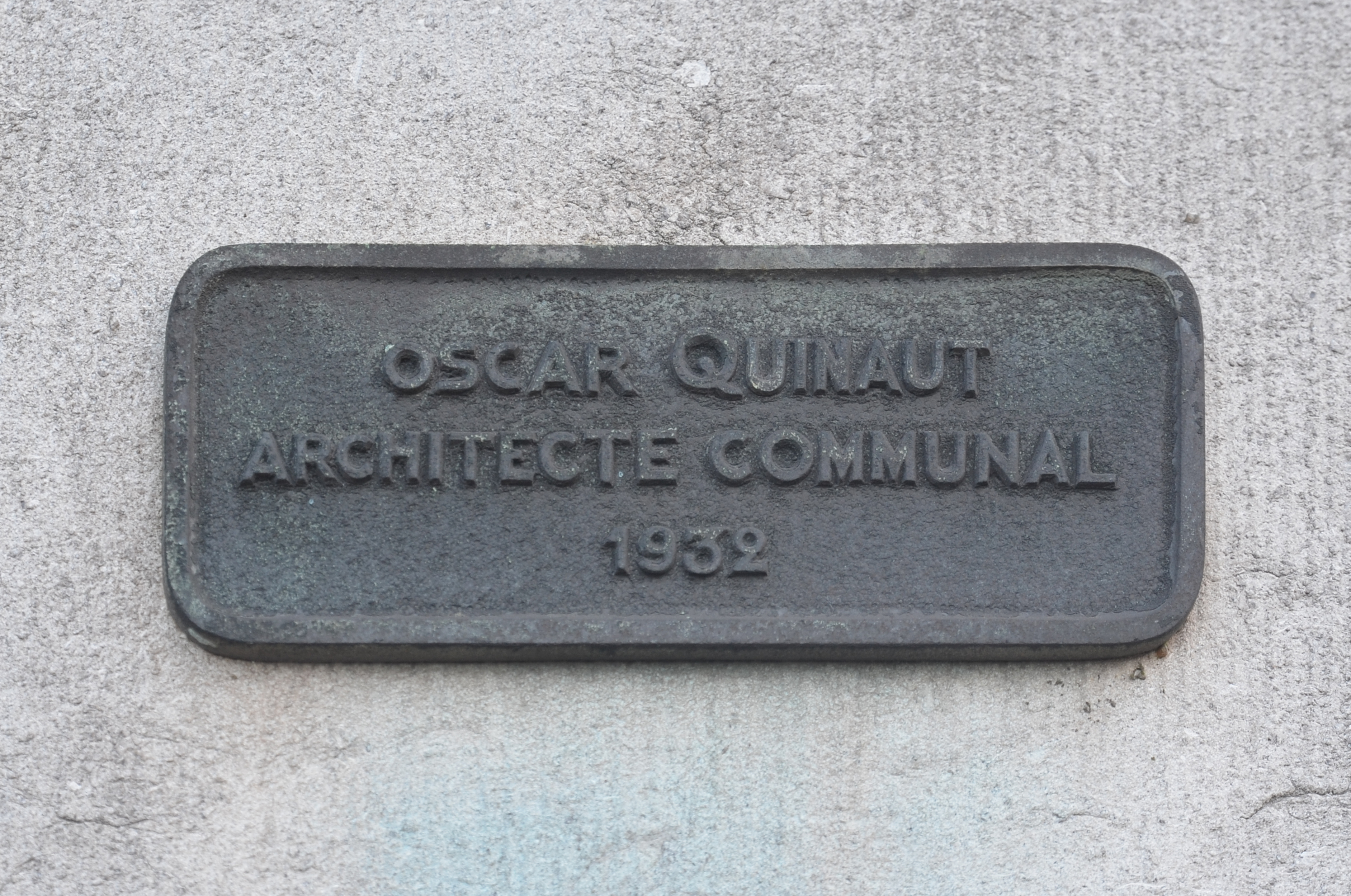
Plaque avec le nom de l'architecte et la date de construction.
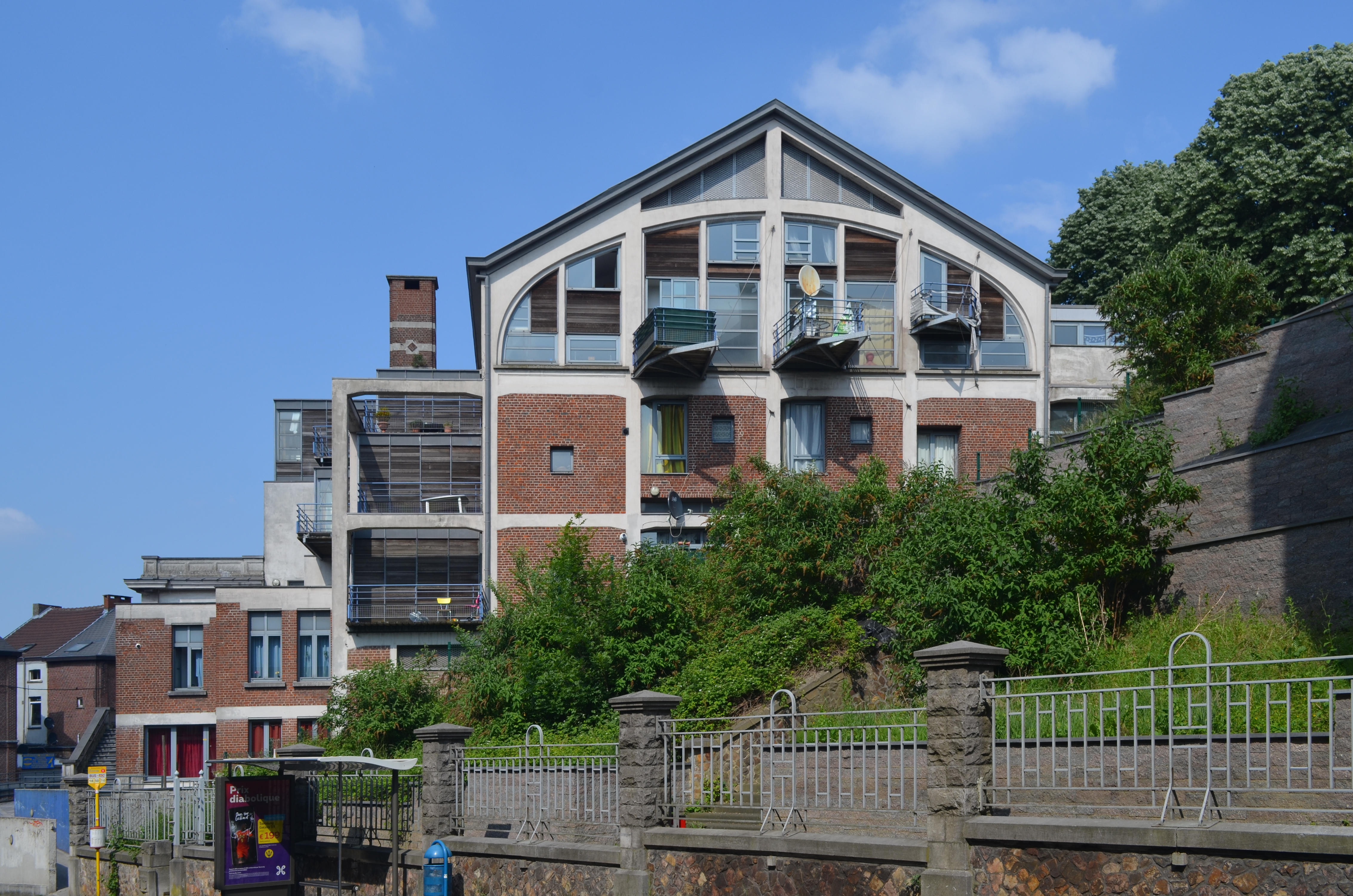
Façade sud.
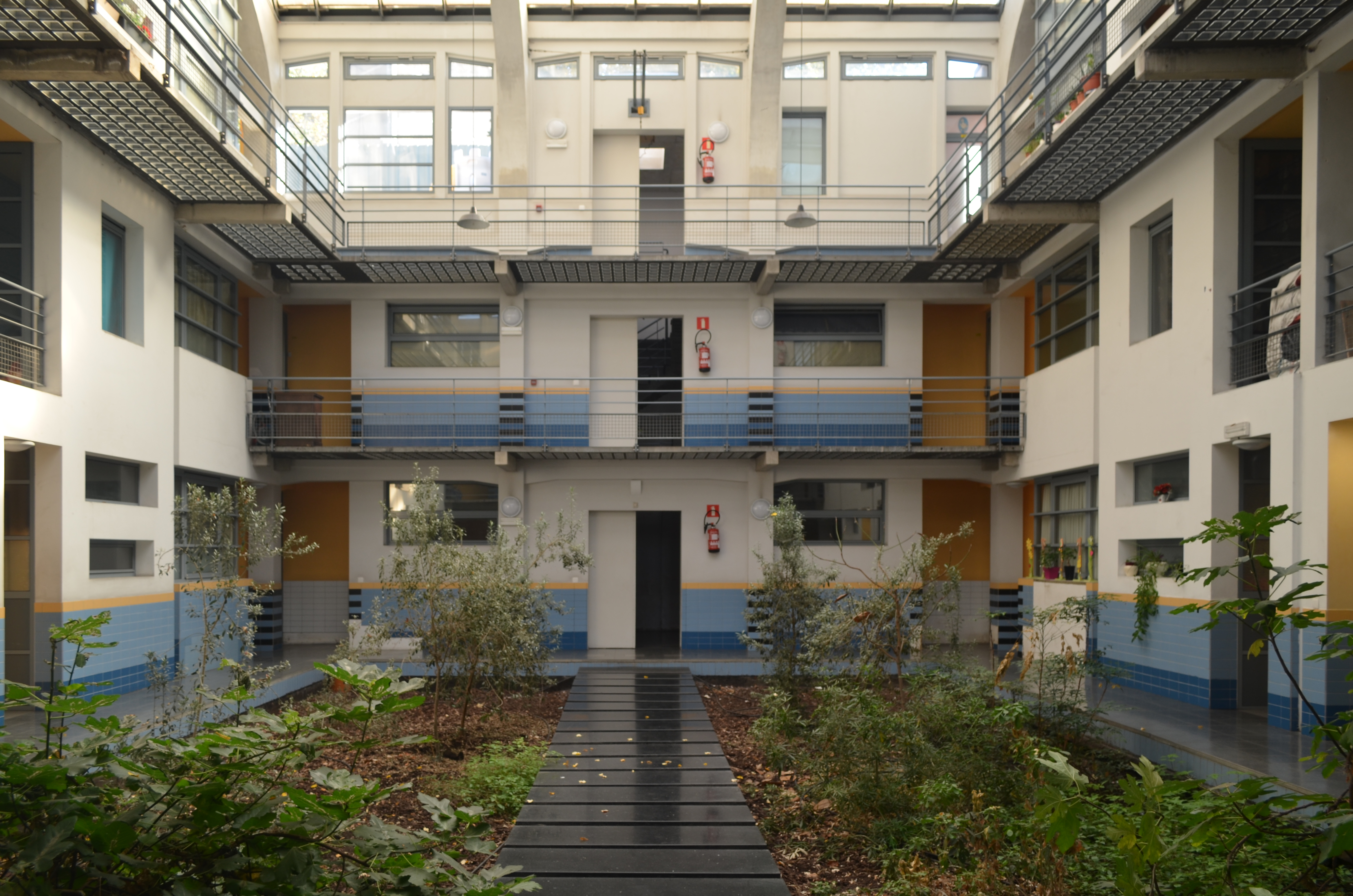
Le patio central.
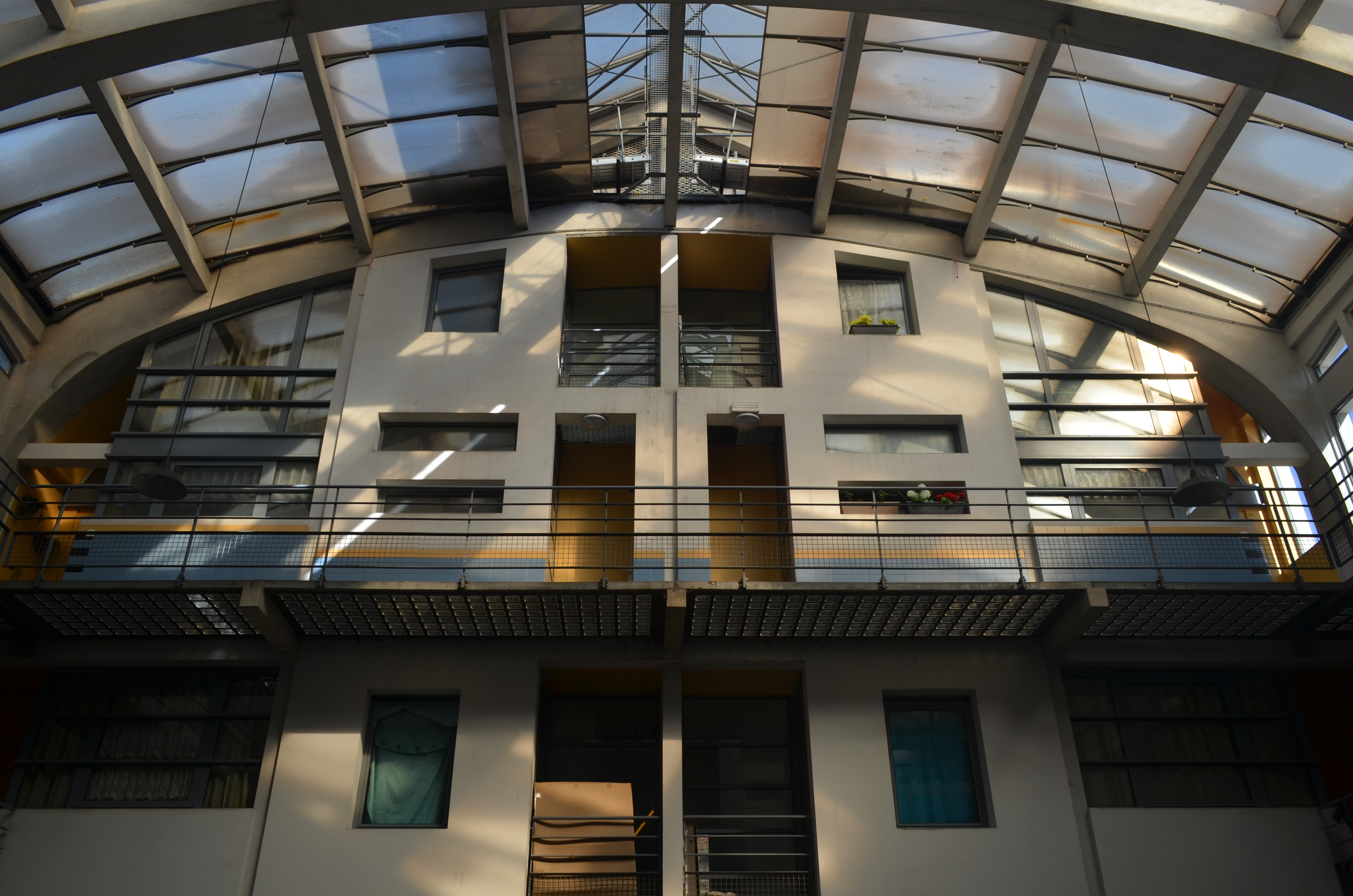
La toiture vitrée.
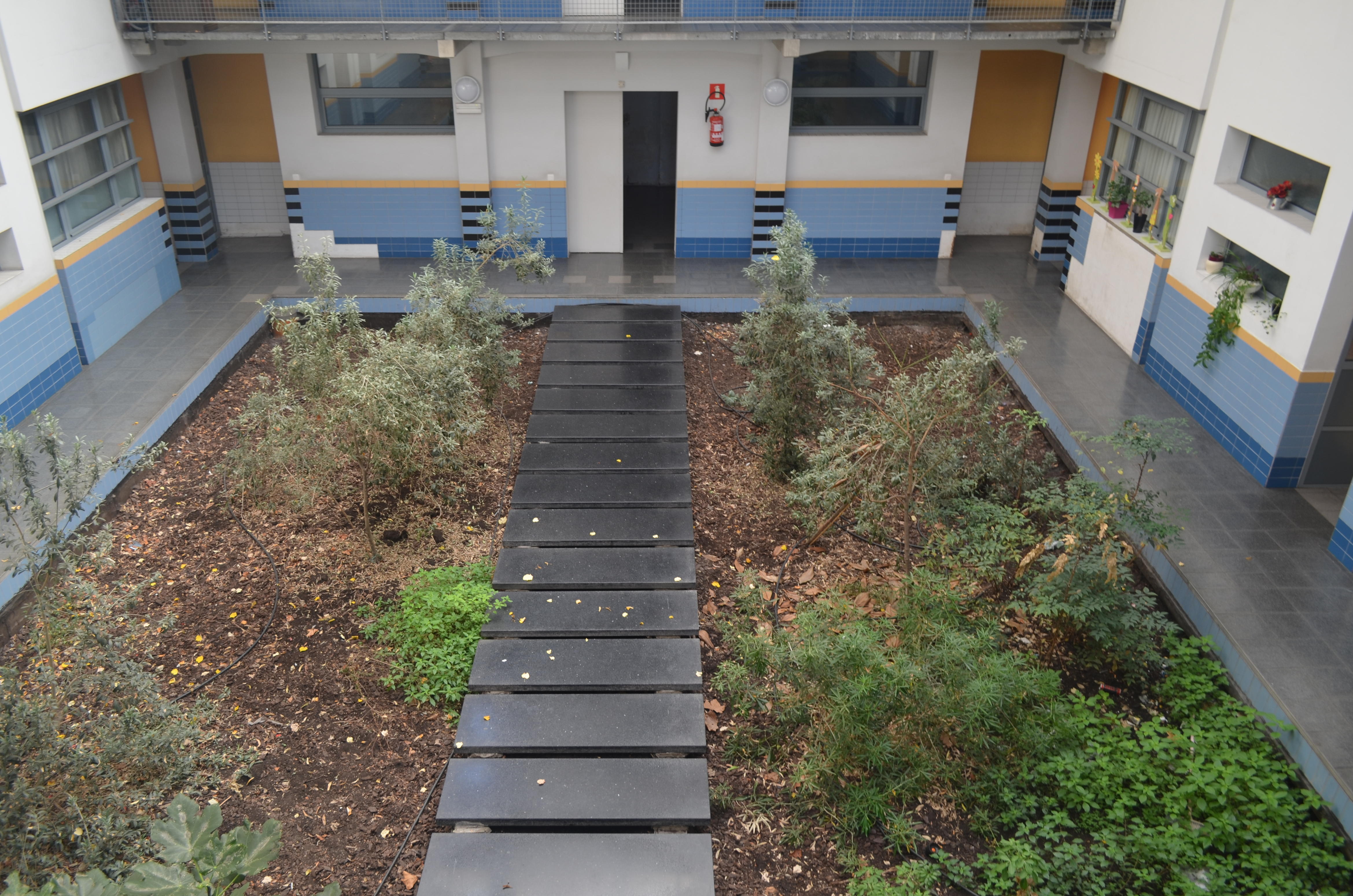
Le jardin d'hiver.